# Tathatá
A tathatá (szanszkrit, páli तथता tathatā; kínai: 真如) a  buddhizmusban egy központi fogalom, amelynek különös jelentősége an a zen buddhizmusban. Gyakran használatos még a  dharmatá kifejezés, amely a tathatá szinonimája. A tathatá leggyakoribb magyar fordítása "ilyenség" vagy "így-ség".
A hagyományok szerint Gautama Buddha életében úgy utalt magára, hogy a Tathágata, amely jelenthet "aki így ment" (tathá-gata) vagy "ekként távozott" (tathá-ágata). A tathatá központi fogalomként a tíz ilyenség megbecsülését fejezi ki bármely pillanatban. Mivel semelyik pillanat sem ugyanolyan, mindegyiket külön meg lehet ízlelni, attól függetlenül, hogy az "jó" vagy "rossz".
A korai buddhista szövegekben a tathatá a nibbáná egyik aspektusa.

## Zen
A zen történetekben a tathatát a legegyszerűbben mindig a leghétköznapibb dolgokban fedezik fel, úgy mint a mezőn átsuhanó szél, vagy amikor valaki felragyog az arcán megjelenő mosoly hatására. A zen hagiográfia szerint Sákjamuni Buddha közvetlenül Mahákásjapának adta át a tathatá tudatosságát. Ezt a történetet a "Virág példázat" tartalmazza. Egy másik történetben Buddha azt kérdezte a tanítványaitól, hogy "Milyen hosszú az emberi élet?" Amikor egyikőjük sem tudta a helyes választ, azt felelte nekik, hogy "Lélegzetvételnyi ideig tart". Buddha a dolgok mulandóságának igaz természetét fejezte ki, amelyben minden egyes pillanat különbözik a többitől.
Thich Nhat Hanh zen mester a következőt írta: "Az emberek általában csodának tartják a vízen járást vagy a lebegést. Pedig szerintem az igazi csoda nem a vízen járás vagy a lebegés, hanem a földön járás. Minden nap csodában veszünk részt, amelyet észre sem veszünk: a kék ég, a fehér felhők, a zöld levelek, a gyermek kíváncsi, fekete szemei - a mi saját szemünk. Mind egy csoda."

## Mahájána buddhizmus
A tathatá fogalma a kelet-ázsiai mahájána hagyományban az alapvalóságot jelenti szavak helyett. Az "A hit feléledése a mahájánában" című 5. századi kínai mahájána írás részletesen leírja a koncepció lényegét: "Az ilyenség az eredeti formájában fenséges tulajdonságokkal bírt. A legmagasabb bölcsességet testesíti meg, amely beragyogja az egész világot, igaz tudással bír, amelyben a tudat csupán a saját létében pihen. Örök, áldott, saját léte a legtisztább egyszerűség, élénkítő, elnémíthatatlan, szabad... Mivel ezzel az összes tulajdonsággal rendelkezik, nem szenved hiányt semmiben, a Tathágata méhe és a dharma teste ".